# Королева фей
Королева фей (анг. The Faerie Queene) — незакінчена епічна поема Едмунда Спенсера. Книги I–III були опубліковані 1590 року, а 1596 року перевидані разом із книгами IV–VI. Твір визначний за своєю формою: це перша поема, написана з використанням так званих спенсерових строф, і найдовший поетичний твір англійською мовою. Книжка має алегоричний характер і написана в похвалу Єлизаветі I. Значною мірою символічна, поема зображує діяння лицарів, розглядаючи різні їхні якості.